# Lucas Capalbo
Lucas Capalbo Galup (León, España, 22 de marzo de 2000) es un basquetbolista uruguayo nacido en España. Actualmente se desempeña como base en Fibwi Palma de la Primera FEB. 

## Trayectoria

### Juvenil
Lucas Capalbo es hijo de Marcelo Capalbo, un destacado jugador de básquetbol uruguayo. Nació en España ya que, al momento de su nacimiento, su madre se encontraba acompañando a su padre que era jugador del Baloncesto León. 
De niño comenzó a practicar básquetbol en el club Malvín y fútbol en el club Playa Honda, pero luego abandonó el segundo deporte para dedicarse exclusivamente al primero. Estuvo enrolado en las filas de Nacional en su etapa formativa, hasta que a los 18 emigró hacia Erwin, Carolina del Norte, para estudiar en la Cape Fear Christian Academy y jugar al básquetbol con el equipo de la institución.
Compitió también con el Team Wall en el circuito de básquetbol juvenil de la AAU, siendo gracias a ello reclutado luego por el Odessa College, un colegio universitario de Texas cuyo equipo, los Wranglers, participa de los torneos de la NJCAA. Sólo disputó su temporada como freshman antes de abandonar la universidad al inicio de la pandemia de COVID-19 y volver a su país para jugar como profesional.

### Profesional
Capalbo hizo su debut profesional en el club 25 de Agosto durante la temporada 2020 del Metropolitano. Luego de ello fue incorporado a la plantilla de Malvín, ganando mayor continuidad en las temporadas siguientes.
En 2022 volvió a disputar la Liga Uruguaya de Ascenso como parte de Cordón, consagrándose campeón del torneo y siendo reconocido como el MVP.
En mayo de 2024 se unió a los Centauros de Portuguesa de la Superliga Profesional de Baloncesto de Venezuela.
El 9 de julio de 2025, firma por el Fibwi Palma de la Primera FEB.

### Clubes
| Club                    | País      | Año             |
| ----------------------- | --------- | --------------- |
| 25 de Agosto            | Uruguay   | 2020            |
| Malvín                  | Uruguay   | 2020 - 2021     |
| 25 de Agosto            | Uruguay   | 2021            |
| Malvín                  | Uruguay   | 2021 - 2022     |
| Cordón                  | Uruguay   | 2022            |
| Malvín                  | Uruguay   | 2022 - 2024     |
| Centauros de Portuguesa | Venezuela | 2024            |
| Malvín                  | Uruguay   | 2024 - 2025     |
| Fibwi Palma             | España    | 2025 - Presente |

## Selección nacional
Capalbo disputó el Campeonato Sudamericano de Baloncesto Sub-17 de 2017 y el Campeonato Sudamericano de Baloncesto Sub-21 de 2019.
Hizo su debut con la selección de baloncesto de Uruguay en los Torneos de Preclasificación Olímpica FIBA 2023.